# Ренсбург, Йоханнес ван
Йоханнес Фредерик Янсе ван Ренсбург (африк. Johannes Frederik Janse van Rensburg; 24 сентября 1898, Кейптаун — 25 сентября 1966, Кейптаун), известен также как Ханс Ренсбург — южноафриканский юрист и ультраправый политик, африканерский националист. В 1936—1940 — администратор Оранжевого государства. Исповедовал пронацистские взгляды, симпатизировал Третьему рейху. Основатель и лидер организации Оссевабрандваг.

## Африканерский юрист
Родился в известной и политически влиятельной семье кейптаунских (по другим данным, винбургских) африканеров. Начальное и среднее образование получил в Винбурге, затем окончил Стелленбосский университет по курсу немецкого языка. В 1930 получил докторскую степень в Преторийском университете. Работал адвокатом.
Йоханнес ван Ренсбург был сторонником лидера крайне правого африканерского крыла Южноафриканской партии Тельмана Руса. В 1924 ван Ренсбург стал личным секретарём Руса, занимавшего пост министра юстиции. В 1933 получил назначение секретарём Министерства юстиции.

## Пронацистский администратор
В качестве министерского представителя Йоханнес ван Ренсбург в 1933 посетил Германию. Встречался с Гитлером и Герингом, проникся идеологией нацизма. Утвердился в белом расизме. Характерной чертой его мировоззрения являлась англофобия. Англоязычную часть белой общины ЮАС он считал враждебной силой, угрожающей африканерской культуре и традициям.
1 декабря 1936 Йоханнес ван Ренсбург был назначен главой администрации Оранжевого Свободного Государства. Занимал этот пост четыре года. Проводил политику белого и африканерского национализма. В 1938 он являлся одним из организаторов массовой акции африканеров в ознаменование столетия Великого трека и Битвы на Кровавой реке. В феврале 1939 ван Ренсбург активно поддержал создание пронацистской военизированной организации африканеров Оссевабрандваг.
Подал в отставку 1 декабря 1940, из-за пробританской и антигерманской политики премьер-министра ЮАС Яна Смэтса во Второй мировой войне.

## Командующий Оссевабрандваг
15 января 1941 Йоханнес ван Ренсбург был избран главнокомандующим — лидером — Оссевабрандваг. Он решительно выступал в поддержку Третьего рейха. Вторая мировая война для ван Ренсбурга являлась своеобразным продолжением англо-бурской войны, шансом на реванш африканеров. Будучи убеждённым антикоммунистом, главным противником он всё же считал Великобританию.
В организации были сформированы боевые группы по образцу нацистских СА. Численность этих штурмовых отрядов (Stormjaers), по разным данным, достигала 250 тысяч. Боевики Оссевабрандваг совершали диверсии, взрывы на железных дорогах и линиях электропередач, нападали на военнослужащих. В ходе беспорядков, устроенных Оссевабрандваг в Йоханнесбурге 1 февраля 1941, были ранены 140 солдат.
Йоханнес ван Ренсбург был наиболее влиятельным и популярным из африканерских ультранационалистов. Его взгляды обычно характеризовались как фашистские. Сам он, однако, фашистом себя не признавал.

## Противоречия и преследования
Откровенно пронацистская позиция ван Ренсбурга осложняла его отношения с Даниэлем Франсуа Маланом, лидером Национальной партии, основной структуры африканерского национализма. Малан поддерживал государства Оси, но не принимал национал-социалистическую идеологию. Большинство африканерской общины поддерживало партию Малана. Это ограничивало влияние Оссевабрандваг.
Правительство Яна Смэтса преследовало Оссевабрандваг по законам военного времени как враждебную прогерманскую организацию. Многие члены организации были арестованы за диверсии и нацистскую пропаганду. Ячейки действовали в подполье, но утратили влияние после поражения Третьего рейха в 1945.

## Некоторые публичные высказывания
Цель Оссевабрандваг — создание однопартийного авторитарного и дисциплинированного государства, в котором люди не позволят себе говорить и делать что им заблагорассудится в ущерб народу и правительству (29 мая 1942).
Штурмовики должны рассматриваться как рабочий скот, но и как солдаты будущей республики (3 августа 1942).
Оссевабрандваг считает, что победа Германии есть очевидное условие, при котором возможно создание Африканерской республики. Освобождение может быть достигнуто только при победе Германии (8 августа 1942).
Национальное авторитарное государство будет создано в Южной Африке с помощью Оссевабрандваг и возвращающихся солдат. Если они объединятся, демократия будет повержена (22 марта 1943)

## При режиме апартеида
На выборах 1948 победу одержала Национальная партия. Правительство ЮАС возглавил доктор Малан. В отношении чернокожего большинства начала проводиться политика апартеида. В белой общине было сломлено преобладание англоязычной элиты, установилось доминирование африканеров. Многие цели Оссевабрандваг оказались достигнуты, сама организация релегализована. В 1952 Оссевабрандваг влилась в Национальную партию.
Йоханнес ван Ренсбург до 1962 служил в аппарате правительства. Он активно проводил курс апартеида, приветствовал провозглашение ЮАР в 1961. Вышел в отставку в 63-летнем возрасте.
После отставки ван Ренсбург отошёл от политики. Жил на подаренной соратниками ферме близ Парейса. Был женат, имел сына и дочь.
Скончался Йоханнес ван Ренсбург на следующий день после своего 68-летия.